# Дорданс
Дорданс — бронзова монета часів Римської республіки. Він оцінювався у 3/4 аса або 9 унцій, та карбувався лише у 2 періоди:
- у 126 до н. е. Кассієм у комбінації з бесом, іншою рідкісною монетою вартістю у 3/4 аса.
- та у 2 ст. до н. е. при Цецілії Метеллі (консул у 115 р. до н. е.) у комбінації з денарієм та іншими монетами: семісісом, трієнсом та квадрансом.

На аверсі монети зображений бюст Вулкана з лавровим вінком, на реверсі — ніс корабля і зверху над ним ім'я карбувальника та знизу- надпис «Roma». Збоку стоїть позначення вартості монети.